# Siebe Horemans
Siebe Horemans (Gand, 2 giugno 1998) è un calciatore belga, difensore dell'Utrecht.

## Caratteristiche tecniche
È un difensore centrale che può agire anche sulla fascia destra.

## Carriera

### Club
Cresciuto nel settore giovanile del Gent, ha esordito in prima squadra il 4 agosto 2016 disputando l'incontro di UEFA Europa League pareggiato 0-0 contro il Viitorul Costanza.
Il 31 gennaio 2017 è stato ceduto in prestito semestrale all'OH Lovanio. Al termine della stagione ha collezionato 7 presenze segnando una rete.
Rientrato alla base, nella stagione 2017-2018 è stato impiegato in una sola occasione ed il 13 agosto 2018 è stato ceduto in prestito annuale all'Excelsior.

### Nazionale
Ha giocato nella nazionale belga Under-17.

## Statistiche

### Presenze e reti nei club
Statistiche aggiornate al 2 aprile 2019.
| Stagione         | Squadra          | Campionato       | Campionato | Campionato | Coppe nazionali | Coppe nazionali | Coppe nazionali | Coppe continentali | Coppe continentali | Coppe continentali | Altre coppe | Altre coppe | Altre coppe | Totale | Totale | Totale |
| Stagione         | Squadra          | Comp             | Pres       | Reti       | Comp            | Pres            | Reti            | Comp               | Pres               | Reti               | Comp        | Pres        | Reti        | Pres   | Reti   |        |
| ---------------- | ---------------- | ---------------- | ---------- | ---------- | --------------- | --------------- | --------------- | ------------------ | ------------------ | ------------------ | ----------- | ----------- | ----------- | ------ | ------ | ------ |
| 2016-gen. 2017   | Gent             | D1               | 1          | 0          | CB              | 0               | 0               | UEL                | 1                  | 0                  |             | -           | -           | 2      | 0      |        |
| gen.-giu. 2017   | OH Lovanio       | D2               | 7          | 1          | CB              | 0               | 0               |                    | -                  | -                  |             | -           | -           | 7      | 1      |        |
| 2017-2018        | Gent             | D1               | 1          | 0          | CB              | 0               | 0               | UEL                | 0                  | 0                  |             | -           | -           | 1      | 0      |        |
| Totale Gent      | Totale Gent      | Totale Gent      | 2          | 0          |                 | 0               | 0               |                    | 1                  | 0                  |             | -           | -           | 3      | 0      |        |
| 2018-2019        | Excelsior        | ED               | 9+2        | 0          | CO              | 0               | 0               |                    | -                  | -                  |             | -           | -           | 11     | 0      |        |
| 2019-2020        | Excelsior        | ER               | 25         | 0          | CO              | 1               | 0               |                    | -                  | -                  |             | -           | -           | 26     | 0      |        |
| 2020-2021        | Excelsior        | ER               | 38         | 2          | CO              | 4               | 1               |                    | -                  | -                  |             | -           | -           | 42     | 3      |        |
| 2021-2022        | Excelsior        | ER               | 36+6       | 1          | CO              | 2               | 0               |                    | -                  | -                  |             | -           | -           | 44     | 1      |        |
| 2022-2023        | Excelsior        | E                | 34         | 3          | CO              | 2               | 0               |                    | -                  | -                  |             | -           | -           | 36     | 3      |        |
| 2023-2024        | Excelsior        | E                | 8          | 1          | CO              | 0               | 0               |                    | -                  | -                  |             | -           | -           | 8      | 1      |        |
| Totale Excelsior | Totale Excelsior | Totale Excelsior | 150+8      | 7          |                 | 9               | 1               |                    | -                  | -                  |             | -           | -           | 167    | 8      |        |
| Totale carriera  | Totale carriera  | Totale carriera  | 167        | 8          |                 | 9               | 1               |                    | 1                  | 0                  |             | -           | -           | 177    | 9      |        |